# Грін-Левел (Північна Кароліна)
Грін-Левел (англ. Green Level) — місто (англ. town) в США, в окрузі Аламанс штату Північна Кароліна. Населення — 3152 особи (2020).

## Географія
Грін-Левел розташований за координатами 36°7′19″ пн. ш. 79°20′49″ зх. д. / 36.12194° пн. ш. 79.34694° зх. д. (36.121895, -79.346913).  За даними Бюро перепису населення США в 2010 році місто мало площу 3,51 км², з яких 3,50 км² — суходіл та 0,01 км² — водойми. В 2017 році площа становила 3,87 км², з яких 3,87 км² — суходіл та 0,01 км² — водойми.

## Демографія
Згідно з переписом 2010 року, у місті мешкало 2100 осіб у 779 домогосподарствах у складі 557 родин. Густота населення становила 598 осіб/км².  Було 909 помешкань (259/км²).
Расовий склад населення:
| - 55,0 % — чорних або афроамериканців - 21,6 % — білих - 2,1 % — корінних американців - 19,4 % — осіб інших рас |

До двох чи більше рас належало 1,8 %. Частка іспаномовних становила 31,0 % від усіх жителів.
За віковим діапазоном населення розподілялося таким чином: 28,9 % — особи молодші 18 років, 58,9 % — особи у віці 18—64 років, 12,2 % — особи у віці 65 років та старші. Медіана віку мешканця становила 35,4 року. На 100 осіб жіночої статі у місті припадало 92,3 чоловіків;  на 100 жінок у віці від 18 років та старших — 87,3 чоловіків також старших 18 років.
Середній дохід на одне домашнє господарство  становив 32 493 долари США (медіана — 26 532), а середній дохід на одну сім'ю — 35 454 долари (медіана — 30 179). Медіана доходів становила 30 216 доларів для чоловіків та 25 921 долар для жінок. За межею бідності перебувало 41,3 % осіб, у тому числі 60,2 % дітей у віці до 18 років та 14,1 % осіб у віці 65 років та старших.
Цивільне працевлаштоване населення становило 768 осіб. Основні галузі зайнятості: виробництво — 21,0 %, освіта, охорона здоров'я та соціальна допомога — 20,6 %, роздрібна торгівля — 17,3 %.